# Sankt Peter (Germania)
Sankt Peter (ufficialmente St. Peter) è un comune tedesco di 2.508 abitanti, situato nel land del Baden-Württemberg.

## Il monastero benedettino di Sankt Peter nella foresta nera
La fondazione del monastero risale al 1093, anno in cui la nobile famiglia degli Zähringen, nell'ambito della lotta per le investiture, aveva stabilito il suo centro di potere nella Brisgovia. Il monastero doveva fungere originariamente da chiesa e mausoleo familiare. Nel 1095 Papa Urbano II ne approvò la fondazione secondo la regola benedettina. Nel 1218 Bertoldo V di Zähringen morì senza eredi, la casata nobiliare si estinse e il monastero insieme agli altri possedimenti della famiglia passò nelle mani di un loro parente, Egino di Urach il giovane, il quale da subito si distinse in maniera negativa, disponendo dei beni del monastero in maniera arbitraria. I monaci si rivolsero allora all'imperatore Carlo IV che ne accordò la protezione. Nel 1526 passò poi nelle mani degli Asburgo. Nel 1238 e nel 1437 il monastero fu colpito da due disastrosi incendi, a seguito dei quali molte parti furono riallestite, nel 17. e nel 18. secolo in stile barocco. Negli anni 20 del 1700, sotto l'abate Ulrich Bürgi il complesso assunse la forma attuale, con la facciata in pietra arenaria rossa e le due torri laterali a cipolla progettate dall'architetto Peter Thumb, gli affreschi interni di Franz Joseph Spiegler e le sculture di Joseph Anton Feuchtmayer.  Nel 1806 il monastero fu secolarizzato e più di 20.000 volumi della sua preziosa biblioteca in stile rococò andarono all'appena costituito Granducato del Baden.  Sulla facciata della chiesa troviamo le statue dei santi Pietro, Benedetto e Orsola e al centro, sopra al portale maggiore lo stemma del committente, l'abate Bürgi. La chiesa è ad una sola navata e presenta sui pilastri statue di esponenti degli Zähringen, i cui sepolcri si trovano nella zona del coro. Gli affreschi sul soffitto rappresentano scene dalla vita di San Pietro: quelli nella navata episodi riguardanti la vita della popolazione (guarigione degli storpi, la disputa con Simon Mago), quelli del transetto (Trasfigurazione di Gesù) e dell'altare maggiore (Prima pesca miracolosa e Pietro riconosce in Gesù il Cristo), la vita dei monaci. Partendo dall'ingresso della chiesa e procedendo verso il coro, troviamo a sinistra altarini dedicati a Sant`Agata, Sant'Orsola, Pietro e Paolo Martiri e a destra a San Giuseppe, San Clemente e San Benedetto. I due grandi altari laterali invece sono dedicati alle confraternite di St. Ulrich e Sölden (destra) e a Sant'Antonio l'eremita e Sant'Antonio da Padova (sinistra). L'altare maggiore presenta una particolarità: il dipinto centrale viene cambiato otto volte a scandire differenti fasi dell'anno liturgico. Per quanto riguarda l'allestimento interno va citato l'organo del 1730, in cui vengono raffigurati i patroni della musica sacra David e Santa Cecilia, scolpiti dall'allor ventenne artista Christian Wenzinger (al quale si deve anche il fonte battesimale nel transetto). Al centro dell'organo troviamo un grande orologio dello scultore Matthias Faller, al quale si devono anche i putti in stile rococò.